# Hirtellina lobelii
Hirtellina lobelii là một loài thực vật có hoa trong họ Cúc. Loài này được (DC.) Dittrich mô tả khoa học đầu tiên năm 1996.